# Platypalpus algirus
Platypalpus algirus är en tvåvingeart som beskrevs av Macquart 1849. Platypalpus algirus ingår i släktet Platypalpus och familjen puckeldansflugor. Inga underarter finns listade i Catalogue of Life.